# Wildrose
Wildrose és una població dels Estats Units a l'estat de Dakota del Nord. Segons el cens del 2000 tenia 129 habitants.

## Demografia
Segons el cens del 2000, Wildrose tenia 129 habitants, 63 habitatges, i 36 famílies. La densitat de població era de 177,9 hab./km².
Dels 63 habitatges en un 19% hi vivien nens de menys de 18 anys, en un 44,4% hi vivien parelles casades, en un 14,3% dones solteres, i en un 41,3% no eren unitats familiars. En el 41,3% dels habitatges hi vivien persones soles el 15,9% de les quals corresponia a persones de 65 anys o més que vivien soles. El nombre mitjà de persones vivint en cada habitatge era de 2,05 i el nombre mitjà de persones que vivien en cada família era de 2,76.
Per edats la població es repartia de la següent manera: un 22,5% tenia menys de 18 anys, un 4,7% entre 18 i 24, un 24,8% entre 25 i 44, un 22,5% de 45 a 60 i un 25,6% 65 anys o més.
L'edat mediana era de 43 anys. Per cada 100 dones de 18 o més anys hi havia 104,1 homes.
La renda mediana per habitatge era de 19.167 $ i la renda mediana per família de 21.250 $. Els homes tenien una renda mediana de 36.875 $ mentre que les dones 17.250 $. La renda per capita de la població era d'11.052 $. Entorn del 19,4% de les famílies i el 13,5% de la població estaven per davall del llindar de pobresa.

## Poblacions més properes
El següent diagrama mostra les poblacions més properes.